# Pedra Preta
Pedra Preta este un oraș în Mato Grosso (MT), Brazilia.